# Мусич
45°17′ пн. ш. 18°10′ сх. д. / 45.28° пн. ш. 18.16° сх. д.
Мусич (хорв. Musić) — населений пункт у Хорватії, в Осієцько-Баранській жупанії у складі громади Леванська Варош.

## Населення
Населення за даними перепису 2011 року становило 75 осіб.
Динаміка чисельності населення поселення:

## Клімат
Середня річна температура становить 10,87 °C, середня максимальна – 25,24 °C, а середня мінімальна – -5,78 °C. Середня річна кількість опадів – 747 мм.
| Клімат поселення                              | Клімат поселення | Клімат поселення | Клімат поселення | Клімат поселення | Клімат поселення | Клімат поселення | Клімат поселення | Клімат поселення | Клімат поселення | Клімат поселення | Клімат поселення | Клімат поселення | Клімат поселення |
| Показник                                      | Січ.             | Лют.             | Бер.             | Квіт.            | Трав.            | Черв.            | Лип.             | Серп.            | Вер.             | Жовт.            | Лист.            | Груд.            |                  |
| Середній максимум, °C                         | 6,49             | 8,14             | 12,58            | 17,12            | 22,20            | 25,24            | 24,88            | 24,38            | 20,29            | 14,92            | 9,14             | 5,16             |                  |
| Середня температура, °C                       | 0,35             | 2,00             | 6,44             | 10,98            | 16,05            | 19,09            | 21,02            | 20,52            | 16,43            | 11,05            | 5,26             | 1,30             |                  |
| Середній мінімум, °C                          | −5,78            | −4,15            | 0,29             | 4,83             | 9,91             | 12,94            | 17,16            | 16,64            | 12,55            | 7,19             | 1,39             | −2,58            |                  |
| Норма опадів, мм                              | 47               | 47               | 45               | 56               | 69               | 96               | 67               | 63               | 54               | 67               | 75               | 61               |                  |
| Середньомісячна швидкість вітру, м/с          | 2.05             | 2.31             | 2.59             | 2.50             | 2.21             | 2.05             | 2.00             | 1.87             | 1.85             | 1.92             | 2.02             | 2.11             |                  |
| Середньомісячна сонячна радіація, кДж/м²·день | 4296             | 6991             | 10893            | 15280            | 19164            | 21197            | 22140            | 20437            | 14942            | 9289             | 4933             | 3632             |                  |
| --------------------------------------------- | ---------------- | ---------------- | ---------------- | ---------------- | ---------------- | ---------------- | ---------------- | ---------------- | ---------------- | ---------------- | ---------------- | ---------------- | ---------------- |
| Джерело:                                      |                  |                  |                  |                  |                  |                  |                  |                  |                  |                  |                  |                  |                  |